# Isostola thabena
Isostola thabena là một loài bướm đêm thuộc phân họ Arctiinae, họ Erebidae.